# Cyclone (séparation)
Pour les articles homonymes, voir Cyclone (homonymie).

Schéma simplifié d'un cyclone

Un cyclone est une unité technologique imposant une rotation rapide à un gaz afin d'en séparer les fines particules solides qui y sont mélangées.
Ce procédé ne peut s'appliquer aux petites particules (poussières d'un diamètre de l'ordre d'un centième de millimètre) qui ont tendance à suivre la même trajectoire que le flux gazeux, leur vitesse de chute étant inférieure à 0,3 m/s. Les particules plus grosses sont plus aisément séparées à l'aide de simples décanteurs.
Son faible coût de capitalisation et d'entretien, sa relative simplicité de construction, son utilisation en continu sans accumulation de particules, sa faible consommation en énergie, la possibilité de s'adapter aux conditions de température et de pression du procédé, ainsi que son efficacité jusqu'à des concentrations très importantes en particules en font un équipement de prédilection pour la collecte de particules. Son efficacité de séparation décroît rapidement avec la réduction du diamètre de particules. Les cyclones sont donc utilisés de plus en plus comme pré-dépoussiéreurs. Ils conviennent rarement seuls pour résoudre les problèmes actuels de dépoussiérage car ils sont inopérants sur la tranche la plus fine des poussières, et même peu efficaces pour des particules en dessous de 10 microns.
Il existe également des variantes de cyclones, conçues pour la séparation d'un mélange de particules solides dans un flux liquide, appelés hydrocyclones ou hydroclones. Une application directe serait le traitement des eaux usées.
Selon le principe de fonctionnement, les séparateurs cycloniques sont divisés en deux catégories :
- Cyclone à flux inversé : Une entrée du fluide qui est tangentielle, lorsque le flux chargé en particules est dirigé horizontalement, puis subit une inversion du sens d'écoulement qui va être conduit verticalement avec un fluide filtré de toutes particules.

- Cyclone à flux axial : Une entrée du fluide qui est axial, le flux chargé en particules entrantes est parallèle avec la sortie du fluide filtré, mais opposé au sens d'écoulement.

## Principe
Cet appareil utilise la force centrifuge pour une séparation mécanique des particules en suspension dans un fluide. D'autres appareils comme la centrifugeuse utilisent le même principe pour la séparation d'un mélange de plusieurs fluides.
Les cyclones sont des appareils de corps essentiellement cylindro-coniques dans lesquels le mouvement giratoire est obtenu en faisant entrer le fluide tangentiellement à la circonférence, au voisinage de la paroi. Sous l'effet de la force centrifuge, les particules solides prises dans le tourbillon se déplacent vers la paroi, y perdent leur vitesse par frottement et tombent dans la partie inférieure de l'appareil, avant de sortir par le sommet du cône. Le fluide suit la paroi jusqu'au voisinage du sommet, et une fois débarrassé des particules, remonte à la partie supérieure pour sortir par l'ouverture axiale.
Pour que la séparation soit effective, il faut donc que le temps mis par une particule pour atteindre la paroi soit inférieur au temps de séjour moyen d'un élément de fluide dans le cyclone. La cinétique de migration d'une particule quelconque peut alors être étudiée à partir de l'équation exprimant son mouvement dans la direction radiale :
{\displaystyle {\frac {\mathrm {d} r}{\mathrm {d} t}}=v\cdot {\frac {\omega ^{2}\cdot r}{g}}\qquad {\begin{cases}r,&{\text{position radiale (en m)}}\\v,&{\text{vitesse de chute ou vitesse de Stokes (en m/s)}}\\\omega ,&{\text{vitesse de rotation du gaz (en radian/s)}}\\g,&{\text{champ de pesanteur (en m/s²)}}\end{cases}}}
La loi de Stokes donne la vitesse de sédimentation dans le champ de pesanteur (pour un nombre de Reynolds faible), et {\displaystyle \omega ^{2}.r} est l'accélération centrifuge.
À partir de cette équation, le temps mis par une particule pour atteindre la paroi peut être calculé et comparé au temps de séjour moyen du fluide gazeux. De plus, elle permet de mettre en relation le débit entrant avec la viscosité du fluide ainsi que la taille des particules récoltées, ce qui permet de prédire les dimensions de l'appareil en fonction des exigences d'utilisation.

## Détails de construction

### Dimensionnement
Même si les dimensions du cyclone sont assez standardisées, l'hydrodynamique en réalité complexe du mélange à l'intérieur (interférences de flux, double vortex, zones de réentrainement, gradients de concentration dans le cylindre) peut rendre délicat sa conception et son dimensionnement. De manière générale, pour obtenir une séparation efficace de particules très fines, un cyclone de petites dimensions, à grand débit et longue trajectoire du fluide, est préférable (en faisant attention toutefois aux pertes de charge). À l'échelle industrielle, ce sont plusieurs cyclones qui sont utilisés en parallèle (on parle alors de multicyclone) ; parfois, pour séparer plusieurs éléments d'un flux, on en place plusieurs différents en série.

### Mouvement du fluide et phénomènes de by-pass
Le fluide gazeux effectue idéalement un grand nombre de tours dans l'espace intérieur du cyclone. Cependant, une partie de l'écoulement peut en réalité éviter la descente dans le cylindre. Cette veine de fluide peut remonter directement et longer le toit sans que la séparation n'ait lieu, avant de sortir par l'ouverture axiale, ce qui forme un court-circuit parfois appelé phénomène de by-pass.
Plusieurs solutions ont été mises au point dans les détails de construction du cyclone, comme l'ajout d'un tuyau de sortie percé occupant une grande partie de la hauteur du cylindre, et forçant ainsi le fluide à descendre.

## Applications
Son usage est très fréquent dans l'industrie. Les exemples les plus courants sont :
- le (pré-)dépoussiérage ou la décontamination de rejets gazeux dans l'atmosphère, à la sortie de chaudières en lit fluidisé ou circulant, dans les cimenteries, scieries, etc. ;
- le recyclage et minimisation de pertes de produits de réaction, dans l'industrie chimique ;
- dans le procédé de craquage catalytique (FCC ou Fluid Catalytic Cracking), dans l'industrie du raffinage et de la pétrochimie ;
- la séparation de la poudre et du fluide chaud lors du procédé d'atomisation (agroalimentaire).

### Utilisation au haut fourneau

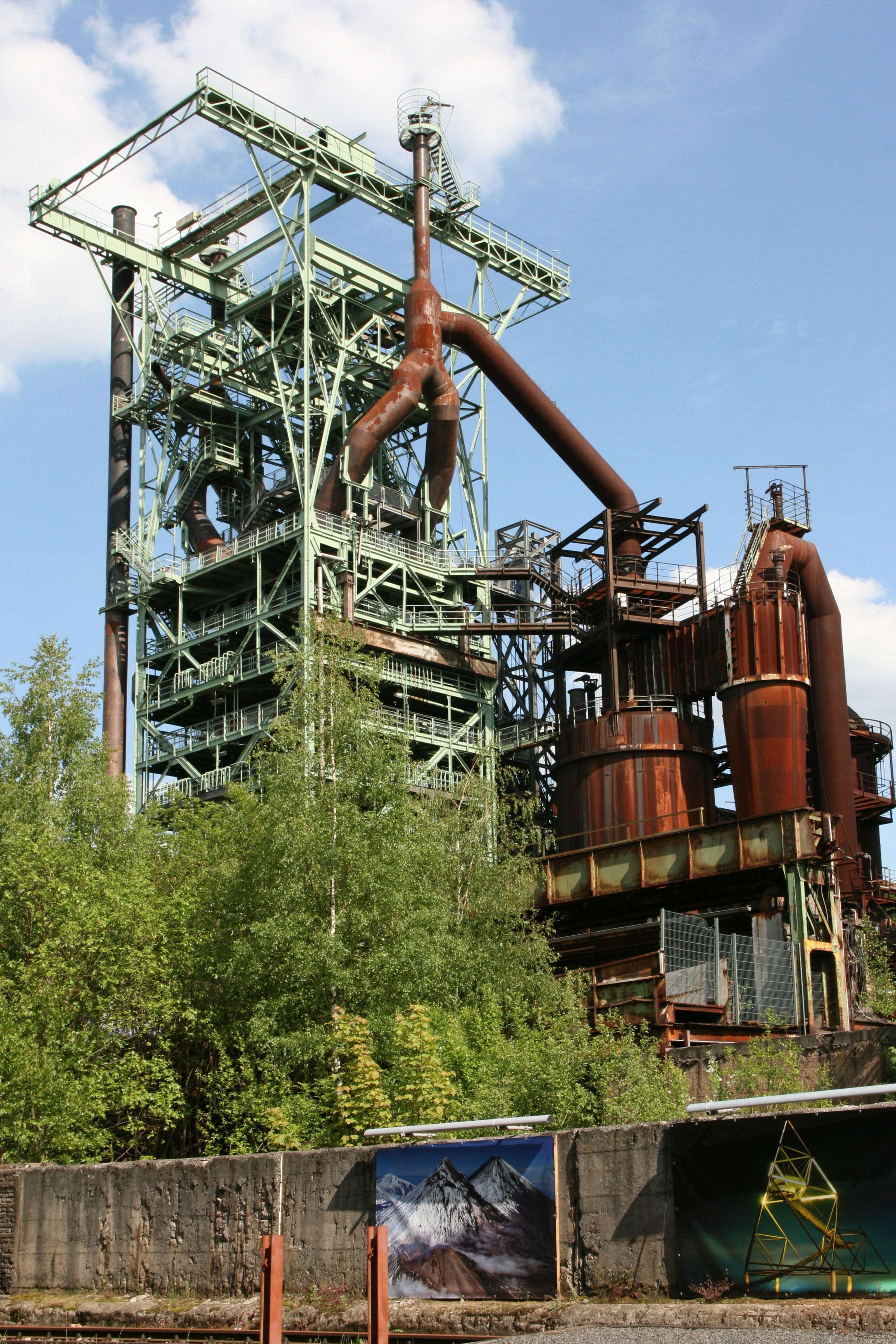
Vestiges du haut fourneau 3 de la à Hattingen, avec, de gauche à droite : tour carrée, pot à poussière et cyclone tangentiel.

Les cyclones sont fréquemment utilisés dans la première étape d'épuration du gaz de haut fourneau. Le gaz capté au gueulard est épuré en deux étapes, l'épuration sèche et l'épuration humide ou secondaire. Les cyclones sont utilisés en complément ou en substitution des pots à poussière pour la première étape.
Pour cette application, le cyclone présente l'avantage de pouvoir capter jusqu'à 85 % des poussières transportées dans le gaz brut avant traitement. La granulométrie de coupure, de l’ordre de 150 μm, est meilleure que celle du pot à poussière (coupure à 250 μm), la force centrifuge étant plus efficace que la gravité. En outre le cyclone est plus compact que le pot à poussière, ce qui simplifie son intégration dans l'usine, réduit son coût et limite les risques liés à la présence de grands volumes de gaz toxiques.
Par contre, le cyclone présente l'inconvénient d'être plus sensible à l'abrasion due aux poussières. Sa surface interne doit donc être revêtue d'une couche protectrice de béton ou de céramique. La mise en rotation du gaz dépendant de sa vitesse, les cyclones ont donc, comparativement au pot à poussière, une plage de fonctionnement un peu plus étroite. On peut cependant légèrement améliorer la mise en rotation du gaz avec une hélice fixe et une arrivée verticale, au lieu d'une arrivée tangentielle. Toutes ces améliorations complexifient cependant l'installation.